# Crónicas de la Marca del Este
Crónicas de la Marca del Este  (Holocubierta Ediciones) es una línea de antologías de relatos de fantasía épica/espada y brujería ambientados en el universo de ficción del juego de rol Aventuras en la Marca del Este (basado a su vez en el clásico Dungeons & Dragons).
El compilador y coordinador de la colección es el escritor de literatura fantástica Rubén Serrano.

## Autores
Este proyecto editorial, que reúne tanto a escritores profesionales como a aficionados a los juegos de rol, cuenta con la participación de autores destacados como el asturiano Vicente García Oliva, miembro de la Academia de la Lengua Asturiana, la autora de novela romántica Megan Maxwell, el escritor de ciencia ficción Magnus Dagon e incluso algunos integrantes de Nocte, la Asociación Española de Escritores de Terror.

## Relatos
Las historias de Crónicas de la Marca del Este están inspiradas en el mundo de fantasía creado a partir del juego de rol Aventuras en la Marca del Este, descrito en el manual de juego y en posteriores  escenarios de campaña , y se desarrollan siguiendo fielmente el canon del universo de la Marca del Este.
La acción de los relatos transcurre principalmente en el continente Valion (donde se encuentra la Marca del Este) y en los territorios aledaños.
Las historias suelen mostrar las peripecias y avatares que viven y sufren diferentes aventureros que recorren este mundo de fantasía.
La peculiaridad de esta colección es que algunos de los relatos son en realidad crónicas de partidas de rol previamente diseñadas y dirigidas por los autores, plasmando luego en un texto literario las peripecias recreadas por los jugadores.
Algunos personajes de estas historias, como Nidiah la cirinea o el mediano Papiro, han tenido tanto éxito que han sido incorporados posteriormente al juego como personajes no jugadores.

## Edición
Los libros, que suelen superar las 300 páginas, cuentan con una elaborada maquetación, similar a la del propio libro de juego, con profusión de ilustraciones y un diseño original en el que abundan los recursos gráficos.
La edición va en rústica, con solapas y portada con las letras del título en relieve.
Las ilustraciones de portada son del dibujante Uso incorrecto de la plantilla enlace roto (enlace roto disponible en Internet Archive; véase el historial, la primera versión y la última).. Incorpora además ilustraciones de
Iván Gil, A.J. Manzanedo, José María Campoy y otros.

## Historia editorial
Crónicas de la Marca del Este es la primera colección de relatos en adaptar literariamente un juego de rol español.
Antes de salir oficialmente a la venta el primer volumen de la colección, la editorial ofreció en primicia los dos primeros relatos en formato digital, a un precio casi simbólico, y donó lo recaudado de este modo a ayudar a los damnificados por el terremoto de Lorca.
Ese primer libro tuvo un gran éxito en la 70.ª edición de la Feria del Libro de Madrid,  por lo que la editorial lanzó el segundo volumen unos meses después.
La serie, que empezó a ser publicada por Holocubierta Ediciones como complemento al juego, despertó el interés de los lectores desde el primer momento, por lo que pronto tuvo su propio peso específico.
Tanto la colección de libros como el propio juego de rol están en plena expansión por diversos países de Europa e Hispanoamérica.